# Xenochlorodes beryllaria
Xenochlorodes beryllaria är en fjärilsart som beskrevs av Mann 1853. Xenochlorodes beryllaria ingår i släktet Xenochlorodes och familjen mätare. Inga underarter finns listade i Catalogue of Life.